# Muł niebieski
 Muł niebieski – osad strefy batialnej o niebieskim zabarwieniu, zawierający oprócz pyłu kwarcowego i minerałów ilastych, węglany, substancje organiczne oraz siarczki żelaza. Kolor mułu pochodzi od zredukowanej skutkiem rozkładu dużej ilości materii organicznej związków żelaza.
Odmianą mułu niebieskiego jest muł zielony.